# William G. Kerckhoff
William George Kerckhoff (30. března 1856, Terre Haute, Indiana – 22. února 1929, Los Angeles, Kalifornie) byl americký podnikatel německého původu, filantrop a spoluzakladatel města Beverly Hills. Jeho manželkou byla Louisa Eshman Kerckhoff, která rovněž pocházela z města Terre Haute.